# Trasplantament cardíac
Un trasplantament cardíac, o un trasplantament de cor, és un procediment de trasplantament quirúrgic realitzat en pacients amb insuficiència cardíaca en fase terminal o malaltia arterial coronària greu quan altres tractaments mèdics o quirúrgics han fracassat. A partir del 2018, el procediment més comú és utilitzar un cor en funcionament, amb o sense els dos pulmons, d'un donant d'òrgans recentment mort (la mort cerebral és l'estàndard) i implantar-lo al pacient. El propi cor del pacient s'extreu i se substitueix pel cor del donant (procediment ortotòpic) o, molt menys freqüentment, el cor malalt del receptor es deixa al seu lloc per donar suport al cor del donant (procediment de trasplantament heterotòpic).
El primer trasplantament cardíac realitzat amb èxit a Catalunya i a l'Estat espanyol va tenir lloc a l'Hospital de la Santa Creu i Sant Pau la nit del 8 al 9 de maig de 1984. Els cirurgians que van dur a terme l'operació van ser els doctors Josep Maria Caralps i Josep Oriol Bonín. Concretament, el 8 de maig un donant idoni va aparèixer a l'Hospital Universitari de Bellvitge, un noi de 21 anys que havia mort d'un accident de trànsit. L'òrgan va ser extret en aquell hospital i es va traslladar a Sant Pau per implantar-se en un pacient de 29 anys amb una miocardiopatia dilatada en fase terminal a qui els metges només donaven tres mesos de vida si no se li feia un trasplantament.
Cada any es realitzen aproximadament 3.500 trasplantaments de cor a tot el món, més de la meitat dels quals als EUA. Els períodes de supervivència postoperatoris tenen una mitjana de 15 anys. El trasplantament de cor no es considera una cura per a les malalties del cor; més aviat és un tractament destinat a millorar la qualitat i la durada de la vida d'un receptor.